# Magyarország az 1948. évi téli olimpiai játékokon
Magyarország a svájci St. Moritzban megrendezett 1948. évi téli olimpiai játékok egyik részt vevő nemzete volt, öt sportág, összesen tizenöt versenyszámában tizenhét férfi és öt női, összesen huszonkét versenyző képviselte. A magyar atléták egy ezüstérmet szereztek, amellyel a nem hivatalos éremtáblázaton Magyarország a tizenegyedik helyen végzett. Az ezüstérmet a Kékessy Andrea–Király Ede-műkorcsolyapáros szerezte.
A magyar sportolók két sportágban összesen tíz olimpiai pontot szereztek. Ez három ponttal több, mint az előző, Garmisch-Partenkirchen-i olimpián elért eredmény. Az ezüstéremmel, az egy negyedik és egy ötödik helyezéssel 2018-ig ez volt Magyarország legsikeresebb téli olimpiai szereplése. A megnyitóünnepségen a magyar zászlót a síelő Harangvölgyi András vitte.

## Érmesek
| Érem  | Versenyző                 | Sportág     | Versenyszám |
| ----- | ------------------------- | ----------- | ----------- |
| Ezüst | Kékessy Andrea Király Ede | Műkorcsolya | Páros       |

## További magyar pontszerzők

### 4. helyezettek
| Név          | Sportág        | Versenyszám |
| ------------ | -------------- | ----------- |
| Pajor Kornél | Gyorskorcsolya | 10 000 m    |

### 5. helyezettek
| Név        | Sportág     | Versenyszám  |
| ---------- | ----------- | ------------ |
| Király Ede | Műkorcsolya | Férfi egyéni |

### 6. helyezettek
Ezen a téli olimpián a magyar csapat nem szerzett hatodik helyet.

## Eredményesség sportáganként
Az alábbi táblázat összefoglalja a magyar versenyzők szereplését. A sportág neve mögött zárójelben lévő szám jelzi, hogy az adott szakág hány versenyszámában indult magyar sportoló.
Az egyes oszlopokban előforduló legmagasabb érték vagy értékek vastagítással kiemelve.

Az olimpiai pontok számát az alábbiak szerint lehet kiszámolni: 1. hely – 7 pont, 2. hely – 5 pont, 3. hely – 4 pont, 4. hely – 3 pont, 5. hely – 2 pont, 6. hely – 1 pont.
| Sportág            | Helyezések száma | Helyezések száma | Helyezések száma | Helyezések száma | Helyezések száma | Helyezések száma | Olimpiai pont | Indulók száma | Indulók száma | Indulók száma |
| Sportág            |                  |                  |                  | 4.               | 5.               | 6.               | Olimpiai pont | Férfi         | Nő            | Össz.         |
| Alpesisí (6)       | 0                | 0                | 0                | 0                | 0                | 0                | 0             | 6             | 1             | 7             |
| Gyorskorcsolya (4) | 0                | 0                | 0                | 1                | 0                | 0                | 3             | 5             | 0             | 5             |
| Műkorcsolya (3)    | 0                | 1                | 0                | 0                | 1                | 0                | 7             | 2             | 4             | 6             |
| Sífutás (1)        | 0                | 0                | 0                | 0                | 0                | 0                | 0             | 2             | 0             | 2             |
| Síugrás (1)        | 0                | 0                | 0                | 0                | 0                | 0                | 0             | 2             | 0             | 2             |
|                    |                  |                  |                  |                  |                  |                  |               |               |               |               |
| Összesen           | 0                | 1                | 0                | 1                | 1                | 0                | 10            | 17            | 5             | 22            |

## Alpesisí
Férfi
| Versenyző     | Versenyszám | 1. futam | 1. futam | 2. futam | 2. futam | Összesítés | Összesítés |
| Versenyző     | Versenyszám | Idő      | Hely.    | Idő      | Hely.    | Idő        | Helyezés   |
| ------------- | ----------- | -------- | -------- | -------- | -------- | ---------- | ---------- |
| Kővári Károly | Lesiklás    |          |          |          |          | 3:49,1     | 65.        |
| Libik György  | Lesiklás    |          |          |          |          | 3:55,3     | 77.        |
| Libik György  | Műlesiklás  | kizárták | kizárták | kiesett  | kiesett  | kiesett    | kiesett    |
| Máté Lajos    | Lesiklás    |          |          |          |          | 4:09,0     | 84.        |
| Máté Lajos    | Műlesiklás  | 1:40,1   | 50.      | 1:20,5   | 42.      | 3:00,6     | 48.        |
| Mazány Sándor | Lesiklás    |          |          |          |          | 3:31,4     | 49.        |
| Székely Tamás | Lesiklás    |          |          |          |          | 3:36,0     | 52.        |
| Székely Tamás | Műlesiklás  | 1:26,9   | 35.      | 1:15,8   | 34.      | 2:42,7     | 35.        |
| Szikla Péter  | Lesiklás    |          |          |          |          | 3:30,4     | 48.        |
| Szikla Péter  | Műlesiklás  | 1:15,1   | 22.      | 1:14,1   | 32.      | 2:29,2     | 25.        |

| Versenyző     | Versenyszám | Lesiklás | Lesiklás | Lesiklás | Műlesiklás | Műlesiklás | Műlesiklás | Műlesiklás | Műlesiklás | Műlesiklás | Műlesiklás | Összesítés | Összesítés |
| Versenyző     | Versenyszám | Lesiklás | Lesiklás | Lesiklás | 1. futam   | 1. futam   | 2. futam   | 2. futam   | Össz.      | Össz.      | Össz.      | Összesítés | Összesítés |
| Versenyző     | Versenyszám | Idő      | Pont     | Hely.    | Idő        | Hely.      | Idő        | Hely.      | Idő        | Pont       | Hely.      | Pont       | Helyezés   |
| ------------- | ----------- | -------- | -------- | -------- | ---------- | ---------- | ---------- | ---------- | ---------- | ---------- | ---------- | ---------- | ---------- |
| Kővári Károly | Összetett   | 3:49,1   | 29,91    | 49.      | 1:32,5     | 36.        | 1:24,2     | 49.        | 2:56,7     | 18,44      | 40.        | 48,35      | 46.        |
| Máté Lajos    | Összetett   | 4:09,0   | 40,83    | 64.      | 2:19,3     | 66.        | 1:46,2     | 66.        | 4:05,5     | 48,79      | 66.        | 89,62      | 66.        |
| Székely Tamás | Összetett   | 3:36,0   | 22,62    | 37.      | 1:28,4     | 32.        | 1:20,9     | 40.*       | 2:49,3     | 15,17      | 35.        | 37,79      | 35.        |
| Szikla Péter  | Összetett   | 3:30,4   | 19,75    | 35.      | 1:24,1     | 27.        | 1:12,1     | 20.        | 2:36,2     | 9,39       | 20.        | 29,14      | 30.        |

Női
| Versenyző           | Versenyszám | 1. futam | 1. futam | 2. futam | 2. futam | Összesítés | Összesítés |
| Versenyző           | Versenyszám | Idő      | Hely.    | Idő      | Hely.    | Idő        | Helyezés   |
| ------------------- | ----------- | -------- | -------- | -------- | -------- | ---------- | ---------- |
| Iglóiné Eleőd Anikó | Lesiklás    |          |          |          |          | 3:07,1     | 36.        |
| Iglóiné Eleőd Anikó | Műlesiklás  | 1:30,2   | 24.      | 1:18,7   | 20.      | 2:48,9     | 22.        |

| Versenyző           | Versenyszám | Lesiklás | Lesiklás | Lesiklás | Műlesiklás | Műlesiklás | Műlesiklás | Műlesiklás | Műlesiklás | Műlesiklás | Műlesiklás | Összesítés | Összesítés |
| Versenyző           | Versenyszám | Lesiklás | Lesiklás | Lesiklás | 1. futam   | 1. futam   | 2. futam   | 2. futam   | Össz.      | Össz.      | Össz.      | Összesítés | Összesítés |
| Versenyző           | Versenyszám | Idő      | Pont     | Hely.    | Idő        | Hely.      | Idő        | Hely.      | Idő        | Pont       | Hely.      | Pont       | Helyezés   |
| ------------------- | ----------- | -------- | -------- | -------- | ---------- | ---------- | ---------- | ---------- | ---------- | ---------- | ---------- | ---------- | ---------- |
| Iglóiné Eleőd Anikó | Összetett   | 3:07,1   | 24,34    | 28.      | nem indult | nem indult | kiesett    | kiesett    | kiesett    | kiesett    | kiesett    | kiesett    | kiesett    |

* - egy másik versenyzővel azonos eredményt ért el

## Gyorskorcsolya
| Versenyző      | Versenyszám | Eredmény | Helyezés |
| -------------- | ----------- | -------- | -------- |
| Elekfy Ákos    | 500 m       | 46,8     | 34.      |
| Elekfy Ákos    | 5000 m      | 9:18,6   | 29.      |
| Kilián János   | 500 m       | 44,8     | 14.*     |
| Kilián János   | 1500 m      | 2:22,5   | 15.      |
| Kilián János   | 10 000 m    | 20:23,8  | 16.      |
| Ladányi Gedeon | 1500 m      | 2:31,3   | 39.      |
| Ladányi Gedeon | 5000 m      | 9:30,2   | 35.      |
| Pajor Kornél   | 500 m       | 45,7     | 21.*     |
| Pajor Kornél   | 1500 m      | 2:22,2   | 14.      |
| Pajor Kornél   | 5000 m      | 8:45,2   | 10.      |
| Pajor Kornél   | 10 000 m    | 17:45,6  | 4.       |
| Ruttkai Iván   | 500 m       | 47,4     | 37.*     |
| Ruttkai Iván   | 1500 m      | 2:21,2   | 10.*     |
| Ruttkai Iván   | 5000 m      | 8:46,9   | 13.      |
| Ruttkai Iván   | 10 000 m    | 20:16,5  | 15.      |

* - egy másik versenyzővel azonos eredményt ért el

## Műkorcsolya
| Versenyző                 | Versenyszám  | Kötelező elemek   | Kötelező elemek | Kűr               | Kűr   | Összesítés                     | Összesítés                     | Összesítés                     | Összesítés                     | Összesítés                     | Összesítés                     | Összesítés                     | Összesítés                     | Összesítés                     | Összesítés                     | Összesítés                     | Összesítés        | Összesítés  | Összesítés | Összesítés |
| Versenyző                 | Versenyszám  | Kötelező elemek   | Kötelező elemek | Kűr               | Kűr   | Helyezési pontszámok bírónként | Helyezési pontszámok bírónként | Helyezési pontszámok bírónként | Helyezési pontszámok bírónként | Helyezési pontszámok bírónként | Helyezési pontszámok bírónként | Helyezési pontszámok bírónként | Helyezési pontszámok bírónként | Helyezési pontszámok bírónként | Helyezési pontszámok bírónként | Helyezési pontszámok bírónként | Több. hely. száma | Hely. össz. | Pont       | Helyezés   |
| Versenyző                 | Versenyszám  | Több. hely. száma | Hely.           | Több. hely. száma | Hely. | 1                              | 2                              | 3                              | 4                              | 5                              | 6                              | 7                              | 8                              | 9                              | 10                             | 11                             | Több. hely. száma | Hely. össz. | Pont       | Helyezés   |
| ------------------------- | ------------ | ----------------- | --------------- | ----------------- | ----- | ------------------------------ | ------------------------------ | ------------------------------ | ------------------------------ | ------------------------------ | ------------------------------ | ------------------------------ | ------------------------------ | ------------------------------ | ------------------------------ | ------------------------------ | ----------------- | ----------- | ---------- | ---------- |
| Király Ede                | Férfi egyéni | 5×4+              | 5.              | 7×5+              | 5.    | 5,0                            | 5,0                            | 6,0                            | 4,0                            | 4,0                            | 5,0                            | 5,0                            | 4,0                            | 4,0                            |                                |                                | 8×5+              | 42,0        | 1569,6     | 5.         |
| Saáry Mária               | Női egyéni   | 5×14+             | 15.             | 5×13+             | 14.   | 17,0                           | 20,0                           | 14,0                           | 17,0                           | 18,0                           | 18,0                           | 17,0                           | 8,0                            | 13,0                           |                                |                                | 6×17+             | 142,0       | 1268,5     | 17.        |
| Ladányiné Saáry Éva       | Női egyéni   | 7×22+             | 21.             | 5×16+             | 17.   | 20,0                           | 21,0                           | 23,0                           | 22,0                           | 22,0                           | 20,0                           | 21,0                           | 21,0                           | 22,0                           |                                |                                | 5×21+             | 192,0       | 1207,7     | 21.        |
| Kékessy Andrea Király Ede | Páros        |                   |                 |                   |       | 3,0                            | 4,0                            | 1,0                            | 2,0                            | 1,5                            | 3,0                            | 3,0                            | 3,0                            | 1,0                            | 2,5                            | 2,0                            | 10×3+             | 26,0        | 122,2      |            |
| Nagy Marianna Nagy László | Páros        |                   |                 |                   |       | 7,0                            | 7,0                            | 6,5                            | 6,0                            | 8,0                            | 10,0                           | 10,0                           | 10,0                           | 6,0                            | 7,5                            | 11,0                           | 7×8+              | 89,0        | 109,0      | 7.         |

## Sífutás
| Versenyző           | Versenyszám | Eredmény | Helyezés |
| ------------------- | ----------- | -------- | -------- |
| Beták Imre          | 18 km       | 1:29:24  | 57.      |
| Harangvölgyi András | 18 km       | 1:28:10  | 49.      |

## Síugrás
| Versenyző     | 1. ugrás      | 2. ugrás      | Összesítés | Összesítés |
| Versenyző     | Távolság      | Távolság      | Pont       | Helyezés   |
| ------------- | ------------- | ------------- | ---------- | ---------- |
| Hemrik Ferenc | 53,0          | 61,0          | 183,3      | 34.        |
| Ványa Pál     | nem ért célba | nem ért célba | kiesett    | kiesett    |